# Sincelejo
Sincelejo é a capital e a maior cidade do departamento de Sucre, na Colômbia, desde 1966, quando o território foi declarado departamento. É também a principal cidade da denominada Región Sabanas. A cidade está localizada a 30 quilômetros do Mar do Caribe, a 230 quilômetros de Cartagena e Barranquilla.
Em 2018, sua população era de 286.716 habitantes e sua área era de 284,1 km².